# Cecil Dale Andrus
Cecil Dale Andrus (25. srpna 1931, Hood River, Oregon – 24. srpna 2017, Boise, Idaho) byl americký politik a ministr vnitra. Čtyři funkční období zastával úřad guvernéra Idaha.

## Životopis
Andrus studoval na Oregon State University a v období 1951 až 1955 sloužil u United States Navy. Poté se přestěhoval do Orofina v Idaho. Vstoupil zde do Demokratické strany a v letech 1960, 1962 a 1964 byl zvolen do národního senátu Idaha.
V roce 1966 kandidoval na guvernéra, ale ve stranických předvolbách ho porazil Charles Herndon. Po jeho smrti při letecké havárii se Andrus utkal při volbách s republikánem Donem Samuelsonem a prohrál. V roce 1986 byl opět zvolen do národního senátu.
V roce 1970 opět vstoupil do guvernérských voleb proti Samuelsonovi a vyhrál. O čtyři roky později zvítězil proti Jacku M. Murphymu a zůstal v úřadu další čtyři roky. V letech 1976 až 1977 předsedal National Governors Association. V lednu 1977 se stal členem vlády Jimmyho Cartera jako 42. ministr vnitra Spojených států amerických.
Jako ministr byl zodpovědný za National Wilderness Preservation System. V roce 1981 se vrátil do Idaha. V letech 1986 a 1990 byl opět zvolen guvernérem státu.
V roce 1995 založil Andrus Center for Public Policy na Boise State University, a 1998 vydal své paměti.

## Dílo
- Cecil Andrus, Joel Connelly: Cecil Andrus: Politics Western Style. Sasquatch Books, Seattle 1998, ISBN 978-1-57061-122-3